# Bohemian Rhapsody (filme)
Bohemian Rhapsody é um filme de drama biográfico britânico-estadunidense de 2018 sobre Freddie Mercury, vocalista da banda de rock britânica Queen. Dirigido por Bryan Singer, escrito por Anthony McCarten e produzido por Graham King e Jim Beach, empresário da banda, o longa-metragem concentra-se em um período de quinze anos desde a formação original até sua apresentação no Live Aid, em 1985, seis anos antes da morte de Mercury. Brian May e Roger Taylor, membros originais da banda Queen, serviram como consultores. Produzido pela GK Films e distribuído pela Twentieth Century Fox/Regency Enterprises, é estrelado por Rami Malek (como Freddie Mercury), Ben Hardy (como Roger Taylor), Gwilym Lee (como Brian May), Joseph Mazzello (como John Deacon), Allen Leech e Lucy Boynton (como Mary Austin).
Bohemian Rhapsody foi anunciado em 2010, com Sacha Baron Cohen escalado para interpretar Mercury; depois que ele deixou o projeto em 2013, após divergências criativas com os produtores, o projeto definhou por vários anos antes de Rami Malek ser convidado em novembro de 2016. Bryan Singer dirigiu as filmagens, que começaram em Londres em setembro de 2017, mas foi demitido por estar ausente da produção em múltiplas ocasiões e por estar em desarmonia com o elenco e a equipe; pouco depois, Dexter Fletcher foi contratado para terminar a filmagem e pós-produção. Fletcher foi originalmente cotado para dirigir a produção desde o início do desenvolvimento e foi creditado como produtor executivo. As filmagens foram concluídas em janeiro de 2018.
O filme foi lançado no Reino Unido em 24 de outubro de 2018 e nos Estados Unidos em 2 de novembro do mesmo ano, sendo recebido inicialmente com críticas mistas dos críticos; seus retratos da vida e sexualidade de Mercury e dos outros membros da banda foram criticados, mas a performance de Malek e as sequências musicais receberam aclamações; o filme também foi criticado por conter uma série de imprecisões históricas e cronológicas. Ainda assim, se tornou um grande sucesso de bilheteria, arrecadando mais de US$ 903 milhões em todo o mundo contra um orçamento de produção de cerca de US$ 50 milhões, tornando-se a sexta maior bilheteria de 2018.
O filme posteriormente recebeu quatro prêmios Óscar durante a nonagésima primeira cerimônia nas categorias de melhor ator (Rami Malek), melhor edição de imagem, melhor edição de som e melhor mixagem de som; também foi indicado para melhor filme. Venceu o Globo de Ouro de melhor filme dramático e melhor ator em filme dramático (também por Malek). Bohemian Rhapsody também foi indicado à categoria de melhor filme no Producers Guild of America e ao BAFTA de melhor filme britânico, enquanto Malek ganhou os prêmios de melhor ator no BAFTA e no Screen Actors Guild.

## Enredo
Em 1970, Farrokh Bulsara, um estudante britânico de ascendência parse e carregador de malas no aeroporto de Heathrow, em Londres, assiste à atuação de uma banda local chamada Smile. Depois do espetáculo, conhece o guitarrista Brian May e o baterista Roger Taylor e oferece-se para ser o novo vocalista da banda, após o baixista e vocalista Tim Staffell os ter abandonado para se juntar aos Humpy Bong. Com a entrada do baixista John Deacon, os quatro elementos da banda – agora conhecida como Queen – tocam em bares e pequenos recintos por toda a Inglaterra até que decidem vender a carrinha para produzir o seu álbum de estreia. Pouco depois, assinam um contrato com a EMI Records. Ao mesmo tempo, Farrokh altera o seu nome para Freddie Mercury e pede Mary Austin em casamento. No entanto, durante uma turnê aos Estados Unidos, Freddie começa a questionar a sua orientação sexual.
Em 1975, os Queen gravam o seu quarto álbum, A Night at the Opera, mas abandonam a EMI quando o seu executivo, Ray Foster, se recusa a ter uma música de seis minutos, "Bohemian Rhapsody", lançada como primeiro single do álbum. Freddie cede a música ao DJ Kenny Everett, da Capital Radio, que a estreia na rádio. Apesar das críticas, "Bohemian Rhapsody" torna-se um grande sucesso. Logo após a turnê mundial, Freddie e Mary separam-se quando ele lhe revela que é bissexual. Freddie inicia uma relação amorosa com o seu manager, Paul Prenter.
O sucesso da banda continua pela década de 1980, mas surgem tensões entre os seus membros sobre a direção que a sua música estava a seguir e sobre as mudanças de comportamento de Freddie. Depois de uma festa extravagante em sua casa, Freddie apaixona-se por Jim Hutton, um dos empregados de serviço à festa. Mas Jim diz a Freddie para o procurar só quando se encontrasse com o seu "eu interior". Na conferência de imprensa da banda de promoção do seu álbum Hot Space, em 1982, Freddie é incessantemente bombardeado com perguntas sobre sua vida pessoal e a sua sexualidade. A relação de Freddie com os seus colegas da banda azeda quando ele anuncia ter assinado um contrato de 5 milhões de dólares com a CBS Records para uma carreira a solo. Em 1984, muda-se para Munique para trabalhar no seu primeiro álbum a solo, Mr. Bad Guy, e envolve-se em consecutivas orgias gays com Paul. Em uma noite, Mary, grávida, faz-lhe uma inesperada visita e pede-lhe que volte para a banda, uma vez que lhes foi dada a possibilidade de poderem participar no Live Aid, um enorme concerto de beneficência no Estádio de Wembley, organizado por Bob Geldof. Ao saber que Paul lhe tinha ocultado informações sobre o Live Aid, Freddie termina a relação. Em resposta, Paul releva à imprensa todos os segredos sobre o comportamento sexual de Freddie. Com a expansão da AIDS por todo o mundo, Freddie faz secretamente um check-up médico e descobre que também tinha contraído a doença.
Freddie regressa a Londres para pedir perdão aos seus companheiros de banda e ao novo manager, Jim Beach. Todos acabam por se reconciliar e, à última hora, é-lhes dada a possibilidade de participarem no Live Aid. Durante um dos ensaios, Freddie revela aos seus colegas de banda que tinha contraído AIDS. No próprio dia do Live Aid, Freddie encontra-se com Hutton e depois com a sua família, conciliando-se com a máxima do zoroastrismo repetida por seu pai: "bons pensamentos, boas palavras, boas ações". A performance do Queen no Live Aid revela-se um estrondoso sucesso, ajudando a aumentar os donativos durante o evento.
Após a morte de Freddie, vítima de AIDS, em 1991, Beach e os restantes membros da banda criam o Mercury Phoenix Trust para ajudar a combater a propagação da doença no mundo.

## Elenco

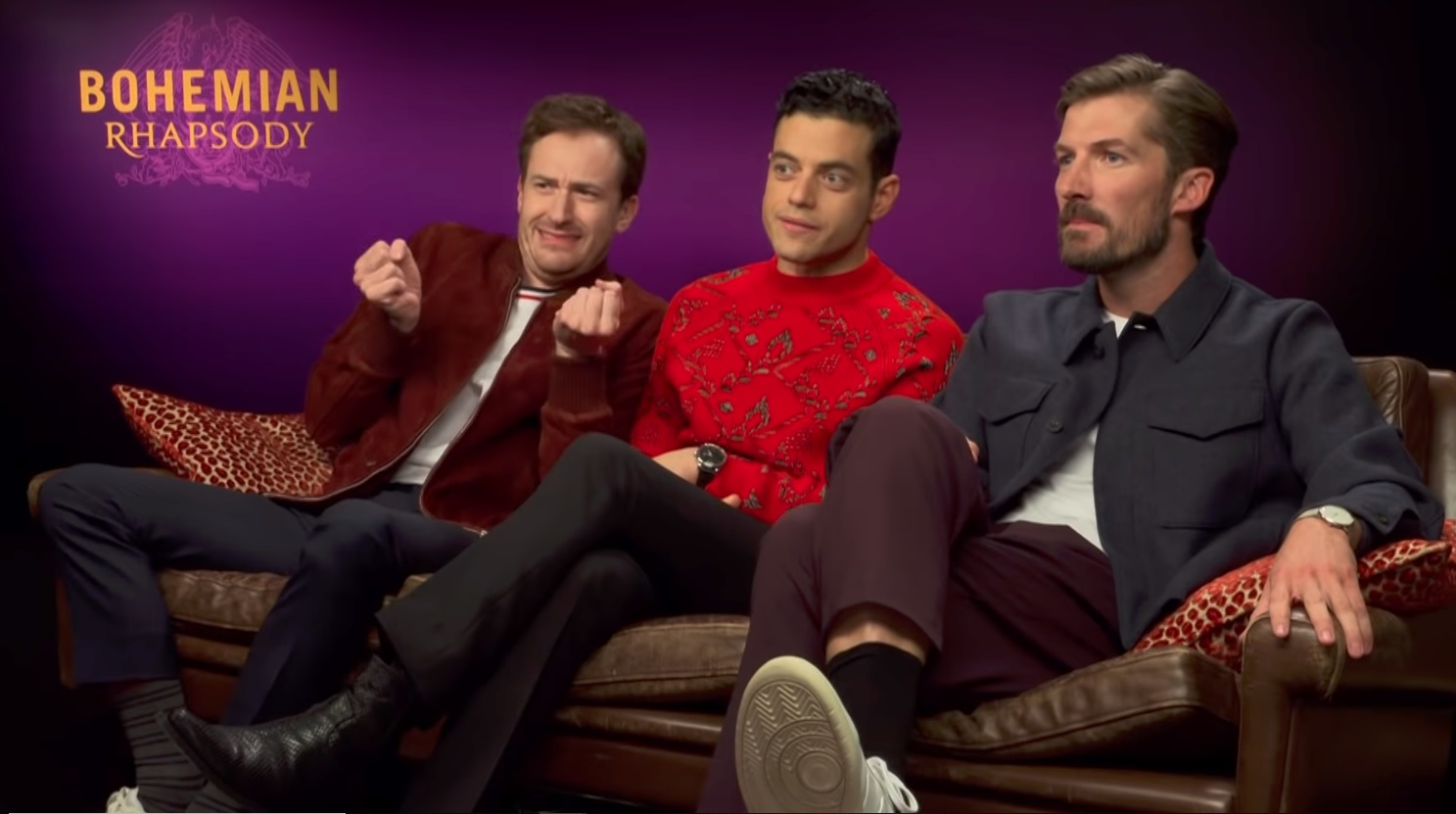
Da esquerda para a direita: Joe Mazzello, Rami Malek e Gwilym Lee promovendo o filme em 2018.

- Rami Malek, como Freddie Mercury, vocalista da banda Queen.[11]
- Ben Hardy como Roger Taylor, baterista da banda.
- Gwilym Lee como Brian May, guitarrista da banda.
- Joseph Mazzello como John Deacon, baixista da banda.
- Allen Leech como Paul Prenter, gerente pessoal de Mercury.
- Lucy Boynton como Mary Austin, companheira de Mercury ao longo da vida.
- Mike Myers como Ray Foster, executivo da EMI.
- Aaron McCusker como Jim Hutton, namorado de Mercury.
- Aidan Gillen como John Reid, primeiro manager do Queen.
- Tom Hollander como Jim Beach, segundo manager do Queen.
- Dermot Murphy como Bob Geldof.
- Meneka Das como Jer Bulsara, mãe de Mercury.
- Ace Bhatti como Bomi Bulsara, pai de Mercury.
- Dickie Beau como Kenny Everett.
- Neil Fox-Roberts como Sr. Austin, pai de Mary.
- Philip Andrew como Reinhold Mack.
- Matthew Houston como Larry Mullen Jr., baterista da banda de rock irlandesa U2.

### Dublagem brasileira
- Estúdio de dublagem: Delart[12]
- Direção de Dublagem: Hercules Franco[12]
- Cliente: FOX FILM[12]
- Tradução: Mário Menezes[12]
- Técnico(s) de Gravação: Léo Santos, Rodrigo Oliveira, Rodrigo Pex[12]

Elenco
| Personagem - Dublador                     | Fonte  |
| ----------------------------------------- | ------ |
| Freddie Mercury – Hugo Bonemer            | [ 12 ] |
| Brian May – Philippe Maia                 | [ 12 ] |
| Roger Taylor – Felipe Drummond            | [ 12 ] |
| John Deacon – Manolo Rey                  | [ 12 ] |
| Mary Austin – Pamella Rodrigues           | [ 12 ] |
| Paul Prenter – Nando Lopes                | [ 12 ] |
| Jim Beach – Hélio Ribeiro                 | [ 12 ] |
| John Reid – Léo Martins                   | [ 12 ] |
| Ray Foster – Marco Ribeiro                | [ 12 ] |
| Kashmira Bulsara – Ana Helena Bittencourt | [ 12 ] |
| Jer Bulsara – Rita Lopes                  | [ 12 ] |
| Jim Hutton – Alexandre Maguolo            | [ 12 ] |
| Lisa – Angélica Borges                    | [ 12 ] |
| Bomi Bulsara – Samir Murad                | [ 12 ] |

## Produção

### Desenvolvimento
Desde que Bohemian Rhapsody foi anunciado pela primeira vez em 2010, o filme passou por uma série de mudanças no elenco e equipe de produção, alimentando rumores e especulações sobre se o filme alguma vez chegaria a ser realizado. Em uma entrevista da BBC, publicada 17 de setembro de 2010, o guitarrista do Queen, Brian May falou sobre um próximo projeto de filme sobre a história da banda. De acordo com a entrevista, Sacha Baron Cohen, havia sido escolhido para interpretar Freddie Mercury com Graham King como co-produtor. King, foi produtor executivo do filme biográfico de Muhammad Ali, Ali. Peter Morgan, roteirista de The Queen e Frost/Nixon, iria escrever o roteiro.
Em uma entrevista com o Daily Record publicada em 27 de abril de 2011, May confirmou que a produção seguia em frente. Aprovava o elenco de Cohen, mas tinha algumas dúvidas sobre a possível direção que o projeto podia tomar. A banda estava preocupada em evitar qualquer dano ao legado de Mercury. Em julho de 2013, Cohen deixou o projeto devido a divergências criativas. Supostamente, ele tinha a intenção de produzir um filme mais adulto, enquanto que a banda queria uma abordagem mais familiar. May confirmou mais tarde, em 2013, que Cohen tinha deixado o projeto amigavelmente. Comentários feitos por May e Roger Taylor sugeriram que Cohen era muito conhecido como comediante e piadista (em grande parte devido aos seus personagens, Ali G e Borat) e que sua presença no filme seria uma distração.
Como convidado no The Howard Stern Show, em março de 2016, Cohen falou sobre os desentendimentos com os membros da banda sobre o assunto e eventos do filme, em especial, se a história devia continuar após a morte de Mercury em 1991. Ele também mencionou desentendimentos artísticos com a banda sobre a composição da equipe de produção, referindo-se especificamente a Morgan, David Fincher e Tom Hooper.
Após a saída de Cohen, em dezembro de 2013, Ben Whishaw foi mencionado como um possível substituto para interpretar Freddie Mercury. Também neste momento, Dexter Fletcher foi escolhido como o diretor do filme. Fletcher se afastou do projeto no início do ano seguinte, em meio a relatos de diferenças criativas com King. Em uma entrevista à revista Time Out, no verão de 2014, Whishaw sugeriu que o filme não estava progredindo bem e que tinha problemas de script. Logo depois, Whishaw, saiu do projeto. Em 2015, circularam rumores que Cohen tinha voltado ao projeto e que Whishaw também poderia regressar.
Em novembro de 2015, Mike Fleming do Deadline.com informou que Anthony McCarten (roteirista de A Teoria de Tudo) se tinha juntado ao projeto. Fleming também confirmou os rumores que diziam que o filme teria o título de Bohemian Rhapsody, a música mais famosa da banda. Um ano mais tarde, a 4 de novembro de 2016, Fleming informou que Bryan Singer (diretor de X-men e The Usual Suspects) estava em negociações para assumir a direção de Bohemian Rhapsody. Fleming também revelou que Rami Malek tinha sido escolhido para interpretar Mercury e que Bohemian Rhapsody seria controlado pela 20th Century Fox e pela New Regency. foi relatado em outros lugares, em 2015 que Johnny Flynn teria sido escolhido para interpretar Roger Taylor, e que Gemma Arterton iria interpretar a parceira de Mercury, Mary Austin.
Aparecendo no The Late Show with Stephen Colbert, em 8 de Maio de 2017, Malek confirmou que ele tinha realizado gravações em Abbey Road Studios e tinha consultado diretamente com Taylor e May no apartamento de Taylor. Em Maio de 2017, a revista Entertainment Weekly informou que Taylor e May eram os produtores musicais do filme.

### Seleção de elenco
Rami Malek foi anunciado como Freddie Mercury, em novembro de 2016. Outros membros do elenco foram anunciados em agosto de 2017, incluindo Ben Hardy como o baterista Roger Taylor, Gwilym Lee como o guitarrista Brian May, Joseph Mazzello como o baixista John Deacon e Allen Leech como Paul Prenter, manager pessoal de Mercury.
No mês seguinte, Lucy Boynton se juntou ao elenco do filme para interpretar Mary Austin, o grande amor da vida de Mercury e Aaron McCusker, foi contratado para interpretar Jim Hutton, o mais prolífico namorado de Mercury. Naquele mês, Mike Myers se juntou ao elenco e Aidan Gillen e Tom Hollander foram contratados como John Reid e Jim Beach, respectivamente, primeiro e segundo managers do Queen.

### Filmagens
A pré-produção começou em julho de 2017, no Reino Unido, com as filmagens começando em Londres, em setembro de 2017. Uma réplica exata do Live Aid, festival feito no Estádio de Wembley, foi recriado no Aeroporto Bovingdon perto de Hemel Hempstead, onde foi criado para ensaios em 7 de setembro de 2017.

#### Saída de Bryan Singer
Em 1 de dezembro de 2017, The Hollywood Reporter informou que a 20th Century Fox havia interrompido temporariamente a produção, devido à inesperada "indisponibilidade" do diretor Bryan Singer, com fontes dizendo que Singer não tinha retornado ao set após a semana do Dia de Ação de Graças, o que deixou os produtores nervosos sobre o estado da produção e originando discussões sobre a possibilidade de alguém o substituir; em alguns momentos, o diretor de fotografia Newton Thomas Sigel havia comandado as gravações durante a ausência de Singer, supostamente, devido a "problemas de saúde ou questões relativas a sua família". No entanto, outras fontes afirmaram que a estrela Rami Malek e a equipe tinham se cansado do comportamento de Singer, que cada vez mais chegava atrasado para as gravações originando discussões entre este e Malek. Em 4 de dezembro de 2017, o Singer foi demitido do cargo de diretor, com cerca de duas semanas restantes nas filmagens principais. Isso também levou a 20th Century Fox a rescindir o acordo com a Bad Hat Harry Productions, produtora de Singer que estava ajudando na realização do filme.

#### Dexter Fletcher

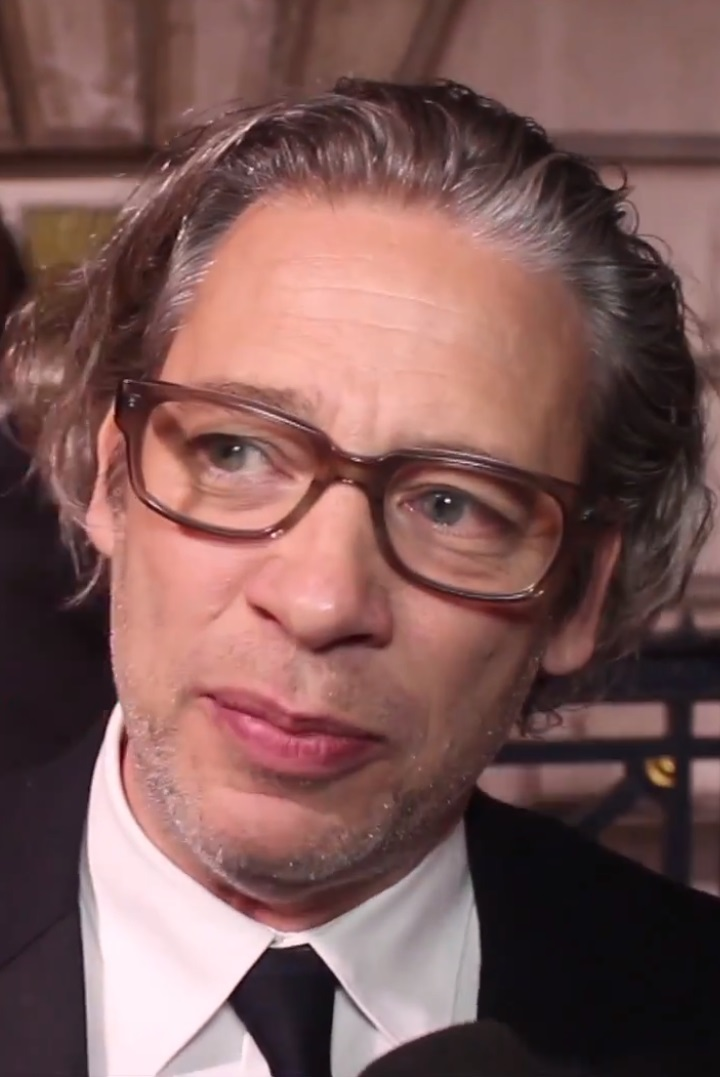
Dexter Fletcher atuou como diretor substituto após a demissão de Bryan Singer.

Em 6 de dezembro de 2017, Dexter Fletcher foi anunciado como substituto de Singer. Em 15 de dezembro de 2017, as gravações do filme foram retomadas em Londres, depois da substituição de Bryan Singer por Fletcher.
Por decisão do Directors Guild of America, apenas um diretor poderia ser creditado para o filme. Embora Fletcher tenha substituído Singer no set antes da conclusão das filmagens, faltando duas semanas para o fim (Singer contratou o elenco, a equipe e filmou a maior parte do filme), o produtor Graham King anunciou em junho de 2018 que Singer receberia créditos pela direção no filme finalizado. Fletcher recebeu crédito como produtor executivo.
Em 16 de janeiro de 2018, Brian May postou uma foto na sua conta no Instagram. Em 26 de janeiro de 2018, Joseph Mazzello postou duas fotos na sua conta no Instagram com Rami Malek e disse: "Não posso acreditar que está quase acabando". Em 29 de janeiro de 2018, as filmagens terminaram como vários membros do elenco publicando fotos nas redes sociais. Mazzello escreveu no Twitter: "Eu estou envolvido com Bohemian Rhapsody. Estou triste. Cada momento foi um prazer. Cada dia era uma bênção. Uma das grandes experiências da minha vida. Obrigado a todos que fizeram parte dela". Gwilym Lee também escreveu o seguinte em sua conta no Twitter: "Estou envolvido com #BohemianRhapsody! Que viagem! A mais incrível equipe e elenco extremamente talentoso - esse foi um projeto muito especial. Espero que façamos justiça com @QueenWillRock e com o legado de Freddie. Mal posso esperar para que todos vejam!".

### Trilha Sonora
John Ottman, um colaborador frequente de Singer, compôs a partitura do filme. Um álbum oficial da trilha sonora, contendo vários sucessos do Queen e 11 gravações inéditas, incluindo cinco faixas de seu show no Live Aid de 21 minutos em julho de 1985, nunca antes lançado em formato de áudio, foi lançado pela gravadora hollywoodiana e pela gravadora Virgin EMI Records. O álbum foi lançado em cassete, CD e digitalmente em 19 de outubro de 2018, seguido por um lançamento em vinil em de 2019.

## Lançamento
A estreia mundial de Bohemian Rhapsody ocorreu em Londres, na Arena Wembley, em 23 de outubro de 2018. Foi lançado no Reino Unido em 24 de outubro de 2018 em formato IMAX e nos Estados Unidos em 2 de novembro de 2018, pela 20th Century Fox; as datas representaram um adiantamento do lançamento do filme, que originalmente estava programado para 25 de dezembro de 2018.
Na China, o filme teve um lançamento limitado em 22 de março de 2019. Três minutos do filme foram censurados no país, incluindo cenas que retratam drogas e homossexualidade. Parte do discurso de Rami Malek durante o Óscar, onde ele se referiu a Freddie Mercury como "um homem gay, um imigrante", também foi censurado na China.
No Egito, o filme foi submetido a vários cortes antes de ser exibido. Como Rami Malek é descendente de egípcios, sua vitória no Óscar por sua interpretação de Freddie Mercury atraiu parabéns da mídia egípcia e de figuras do governo. No entanto, Neela Ghoshal da Human Rights Watch afirmou que o país merecia "um Óscar pela hipocrisia" dada a proibição de homossexuais aparecerem na mídia. O membro do Parlamento Mohamed Ismail criticou a vitória de Malek, afirmando: "Ele está tentando [espalhar] a homossexualidade entre os jovens... O prêmio tem um objetivo específico, que é corromper a moralidade no mundo árabe. Rami Malek é um mau exemplo. Se ele estivesse no Egito, teria sido enforcado".

### Mídia doméstica
A 20th Century Fox Home Entertainment lançou o filme nos Estados Unidos nos formatos DVD, Blu-ray e Ultra HD Blu-ray em 19 de fevereiro de 2019 após a disponibilização de uma versão digital em 22 de janeiro. O lançamento doméstico inclui uma versão estendida da sequência do Live Aid, vídeos de making of, um documentário de 22 minutos e trailers.
No Reino Unido, o filme ultrapassou Avengers: Infinity War e se tornou o filme mais baixado na internet de todos os tempos, vendendo 265.000 downloads em oito dias. Também estabeleceu o recorde de maior estreia em formatos de disco físico, vendendo 465.000 discos na primeira semana; vendeu 853.000 unidades em quatro semanas, incluindo 388.600 cópias digitais.
Nos Estados Unidos, 73% das vendas unitárias na primeira semana foram no formato Blu-ray Disc, sendo 13% na versão 4K Ultra HD Blu-ray. Estima-se que as vendas de home video nos Estados Unidos e Canadá tenham gerado mais de US$ 49,6 milhões para a Fox em 6 de dezembro de 2019, incluindo US$ 19.333.115 em vendas do DVD e US$ 41.562.971 em vendas do Blu-ray.

### Marketing
O primeiro trailer do filme foi lançado em 15 de maio de 2018 obtendo mais de cinco milhões de visualizações nas primeiras 24 horas, se tornando o vídeo mais popular no YouTube no dia. O escritor e produtor de televisão Bryan Fuller argumentou que o trailer favoreceu o relacionamento de Mercury com as mulheres em oposição aos homens e também destacou a ausência do diagnóstico de AIDS do cantor na sinopse; em vez disso, segundo Fuller, a doença é simplesmente referida como “uma doença potencialmente fatal”. Os executivos afirmaram que o filme reconheceria os relacionamentos homoafetivos de Mercury. Com o lançamento do trailer, três músicas da banda Queen alcançaram o Top 20 da parada Billboard Hot Rock Songs: "Bohemian Rhapsody", "Another One Bites the Dust" e "We Are the Champions". No total, a Fox gastou US$ 121 milhões promovendo o filme.
No dia 11 de junho de 2018, no CineEurope de Barcelona, uma exibição antecipada do filme encerrou o show, com participações de Rami Malek e do produtor Graham King, além de participações especiais de Brian May e Roger Taylor, que faziam um show para o Queen + Adam Lambert em Barcelona.

## Recepção

### Desempenho comercial
Bohemian Rhapsody arrecadou US$ 216,7 milhões nos Estados Unidos e Canadá e US$ 694,1 milhões em outros territórios, totalizando um faturamento mundial total de US$ 910,8 milhões, contra um orçamento de produção de cerca de US$ 52 milhões.
Em 11 de novembro, o filme ultrapassou Straight Outta Compton para se tornar o filme biográfico musical de maior bilheteria de todos os tempos em todo o mundo. Se tornou o filme de temática LBGT de maior bilheteria da história. Também estabeleceu o recorde de filme de drama convencional de maior bilheteria (sendo superado por Joker no ano seguinte). Atualmente é o quarto filme de maior bilheteria da história da 20th Century Fox e o quinto de maior bilheteria do estúdio fora da América do Norte.
O Deadline Hollywood calculou um lucro líquido de US$ 350,8 milhões para o filme, considerando todas as despesas e receitas, tornando-o o quarto lançamento mais lucrativo de 2018. No entanto, em novembro de 2021, depois que McCarten processou o produtor Graham King por falta de pagamentos, foi revelado que a 20th Century Fox registrou uma perda de US$ 51 milhões da receita do filme, um ato atribuído à contabilidade de Hollywood.

### Resposta da crítica

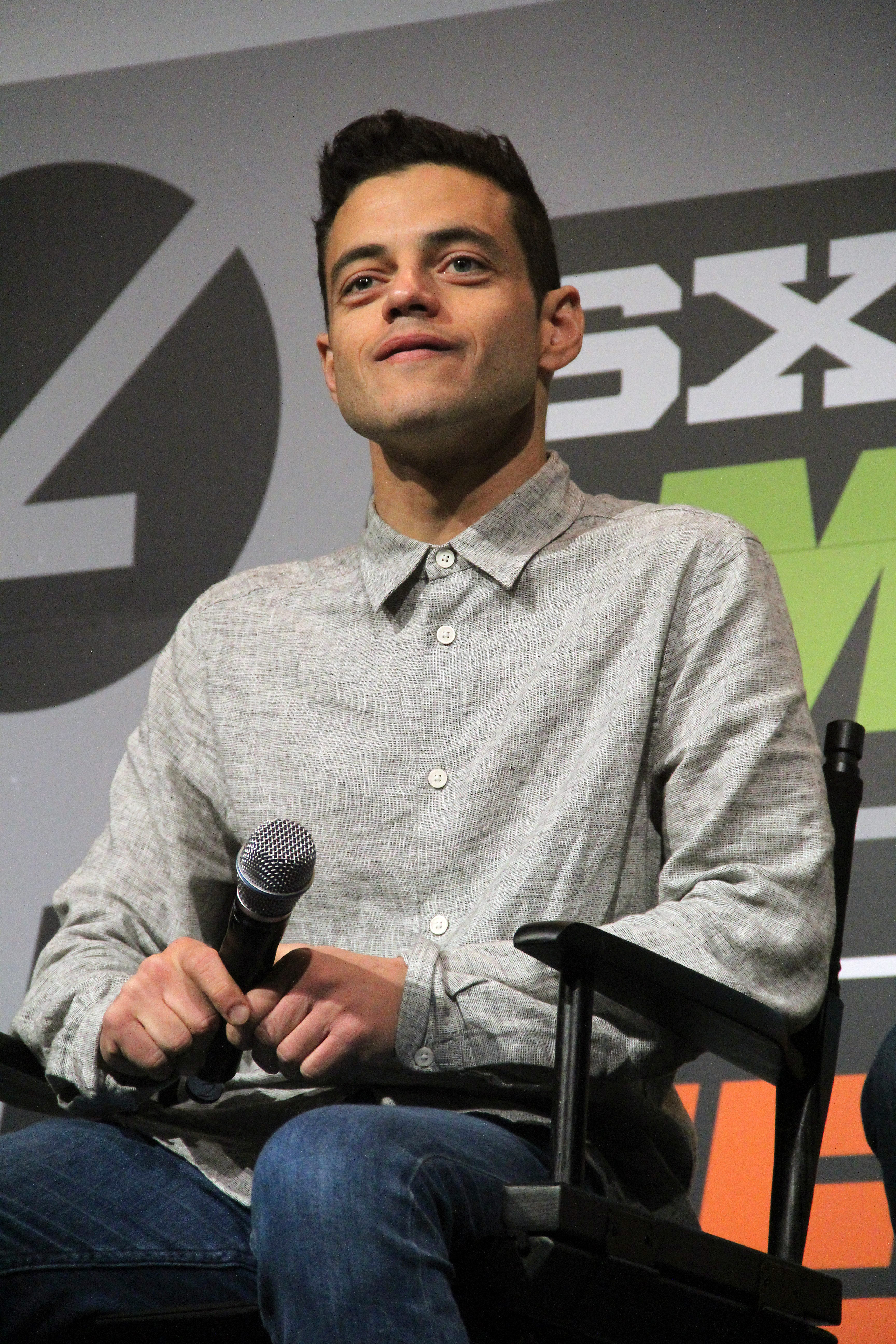
A atuação de Rami Malek como Freddie Mercury no filme foi aclamada pela crítica. Pela sua performance em Bohemian Rhapsody, o ator ganhou um Óscar, um BAFTA, um Globo de Ouro e um Prêmio do Screen Actors Guild.

No agregador de críticas Rotten Tomatoes, o filme detém um índice de aprovação de 60% com base em 419 críticas, obtendo uma classificação média de 6,1/10; o consenso crítico do site diz: "Bohemian Rhapsody atinge algumas notas altas, mas como uma visão aprofundada de uma banda amada, oferece mais um medley do que uma verdadeira coleção de grandes sucessos". No Metacritic, o filme tem uma pontuação média ponderada de 49 de 100, com base em cinquenta críticos, indicando "críticas mistas ou médias". O público pesquisado pelo CinemaScore deu ao filme uma nota média "A" em uma escala de "A+" a "F", enquanto o PostTrak relatou que os espectadores deram ao filme uma pontuação positiva de 88% e uma "recomendação definitiva" de 75%. A resposta crítica a Bohemian Rhapsody tornou-o um dos filmes com pior crítica a ganhar o prêmio de Melhor Filme no Globo de Ouro (em comparação com os 62% obtidos por Out of Africa, de 1986, no site Rotten Tomatoes), ou ser indicado para Melhor Filme no Óscar (em comparação com os 46% de aprovação obtidos por Extremely Loud and Incredibly Close de 2012).
Owen Gleiberman, da revista Variety, escreveu: "Rami Malek faz um trabalho importante ao canalizar a bravura extravagante do deus do rock Freddie Mercury, mas a cinebiografia intermediária do Queen de Bryan Singer raramente faz jus à autenticidade de sua atuação principal". Paul Whitington, escrevendo para o Irish Independent, deu ao filme 3/5 estrelas, dizendo: "Bohemian Rhapsody não é grande em sutileza: conta a história de Freddie em voz alta, tomando atalhos dramáticos, confundindo eventos de maneira excessivamente organizada e reduzindo a maior parte dos personagens ao redor em dimensões únicas. Alguns diálogos também são um pouco pesados, mas devo dizer que fiquei totalmente entretido".
Para o Evening Standard, Craig McLean escreveu: "Bohemian Rhapsody é um entretenimento triunfante. Os efeitos especiais de pós-produção fizeram seu trabalho: as cenas do Live Aid são convincentemente épicas. Os atores também fizeram seu trabalho, notavelmente Malek, que exala o puro Mercury". Escrevendo para a revista Time, Stephanie Zacharek disse: "Em termos estritos de cinema, Bohemian Rhapsody é uma bagunça. Algumas de suas cenas se conectam de maneira estranha e atinge cada batida do desastre e triunfa diretamente, como um gongo. No entanto, tem muitos dos problemas que associamos aos filmes 'ruins', tem uma energia mais irregular do que tantos filmes bons, em grande parte por causa da atuação de Rami Malek como Mercury, todo brilho, músculos e terminações nervosas"; ela o descreveu como "um filme para sensualistas, não para especialistas em controle de qualidade".
O filme recebeu críticas por retratar os relacionamentos gays de Mercury. Aja Romano escreveu para o portal Vox: "Bohemian Rhapsody é um filme que conscientemente tenta posicionar um homem gay em seu centro, enquanto se desliga estrategicamente da parte 'gay' tanto quanto pode, passando brevemente por suas experiências emocionais e sexuais e fixando-se em seu relacionamento platônico com uma ex-namorada". Da mesma forma, Olly Richards escreveu: "Existem algumas escolhas erradas e estranhas ao decidir onde focar, principalmente dedicando tanto tempo ao seu relacionamento com Mary Austin e praticamente nenhum a qualquer relacionamento gay feliz, seja romântico ou não". Owen Gleiberman escreveu que o filme "trata a vida de Freddie - sua identidade sexual-romântica, sua solidão, suas aventuras imprudentes em clubes de couro gays - com reticências de luvas de pelica, de modo que mesmo que o filme não conte grandes mentiras, você também não sente que está tocando totalmente a história real".
Brian May respondeu às críticas afirmando que "o erro que os críticos cometeram foi revisar o trailer em vez de revisar o filme em si. Eles tiraram conclusões precipitadas. Uma vez que as pessoas reivindicam suas reivindicações, é difícil para elas desistirem". Fraser Nelson, editor do The Spectator, escreveu: "Não acredite nos críticos. Se você gosta da música do Queen, veja o filme do Queen", e comparou a reação negativa dos críticos ao filme à reação original ao musical We Will Rock You. Também escrevendo para The Spectator, Toby Young descreveu o sucesso do filme no Óscar como "um triunfo sobre os críticos de cinema esnobes".

## Principais prêmios e indicações

### Oscar 2019(EUA)
| Data da Cerimônia       | Categoria             | Recipiente                             | Resultado |
| ----------------------- | --------------------- | -------------------------------------- | --------- |
| 24 de fevereiro de 2019 | Melhor Filme          | Graham King                            | Indicado  |
| 24 de fevereiro de 2019 | Melhor Ator           | Rami Malek                             | Venceu    |
| 24 de fevereiro de 2019 | Melhor Edição         | John Ottman                            | Venceu    |
| 24 de fevereiro de 2019 | Melhor Edição de Som  | Nina Hartstone e John Warhurst         | Venceu    |
| 24 de fevereiro de 2019 | Melhor Mixagem de Som | Paul Massey, Tim Cavagin e John Casali | Venceu    |

### Globo de Ouro 2019(EUA)
| Data da Cerimônia    | Categoria                    | Recipiente  | Resultado |
| -------------------- | ---------------------------- | ----------- | --------- |
| 6 de janeiro de 2019 | Melhor Filme - Drama         | Graham King | Venceu    |
| 6 de janeiro de 2019 | Melhor Ator em Filme - Drama | Rami Malek  | Venceu    |

### BAFTA 2019(Reino Unido)
| Data da Cerimônia       | Categoria                         | Recipiente                                                             | Resultado |
| ----------------------- | --------------------------------- | ---------------------------------------------------------------------- | --------- |
| 10 de fevereiro de 2019 | Melhor Filme Britânico            | Graham King e Anthony McCarten                                         | Indicado  |
| 10 de fevereiro de 2019 | Melhor Ator                       | Rami Malek                                                             | Venceu    |
| 10 de fevereiro de 2019 | Melhor Fotografia                 | Newton Thomas Sigel                                                    | Indicado  |
| 10 de fevereiro de 2019 | Melhor Figurino                   | Julian Day                                                             | Indicado  |
| 10 de fevereiro de 2019 | Melhor Maquiagem e Caracterização | Mark Coulier e Jan Sewell                                              | Indicado  |
| 10 de fevereiro de 2019 | Melhor Edição                     | John Ottman                                                            | Indicado  |
| 10 de fevereiro de 2019 | Melhor Som                        | Nina Hartstone e John Warhust & Paul Massey, Tim Cavagin e John Casali | Venceu    |

### Critics' Choice Awards 2019(EUA)
| Data da Cerimônia     | Categoria        | Recipiente                | Resultado |
| --------------------- | ---------------- | ------------------------- | --------- |
| 13 de janeiro de 2019 | Melhor Ator      | Rami Malek                | Indicado  |
| 13 de janeiro de 2019 | Melhor Figurino  | Julian Day                | Indicado  |
| 13 de janeiro de 2019 | Melhor Maquiagem | Mark Coulier e Jan Sewell | Indicado  |

## Precisão histórica
O filme foi criticado por ficcionalizar, exagerar ou reorganizar acontecimentos na carreira da banda e na vida pessoal de Mercury. O blog Information Is Beautiful deduziu que, embora levando em consideração a licença criativa, o filme foi 79,9% preciso quando comparado a eventos da vida real, chamando-o de "um relato bastante verdadeiro representado em uma linha do tempo massivamente compactada [e] editada".

### Sobre a banda
- A formação do Queen não foi tão simples como retratada no filme.[10] Mercury conhecia Staffell da faculdade de artes e expressou interesse em ingressar na então banda Smile antes da partida de Staffell. Além disso, o Smile tinha mais de três membros.[88] Mercury também dividiu um apartamento com Roger Taylor antes de se juntar à banda e administrou uma barraca no mercado Kensington Market com ele.[89]
- Deacon não era o baixista original da banda, ele foi o quarto a entrar.[10]
- O personagem Foster é fictício e vagamente baseado no executivo da EMI, Roy Featherstone. Embora Featherstone e outros líderes do estúdio pensassem que "Bohemian Rhapsody" era muito longa para ser lançada como single, Featherstone era fã da banda. A Night at the Opera foi de fato lançado pela EMI, com "Bohemian Rhapsody" sendo o single principal do álbum, fazendo o Queen permanecer na EMI pelo resto de sua carreira.[10]
- Algumas músicas são mostradas fora de ordem cronológica. Por exemplo, "We Will Rock You" foi escrita em 1977, e não em 1980, como retratado no filme.[90] "Fat Bottomed Girls" não existia até 1978, embora o filme mostre a banda tocando ela durante sua primeira turnê pelos Estados Unidos em 1974.[91]
- Reid não foi demitido do cargo de empresário do Queen após uma discussão com Mercury sobre sua carreira solo retratada no filme. A banda e Reid se separaram amigavelmente em 1978 por acordo mútuo e por motivos diferentes.[91][92]
- O show no Rio de Janeiro não aconteceu em 1979, mas sim durante o primeiro festival do Rock in Rio realizado em janeiro de 1985 (portanto, aproximadamente seis meses antes do Live Aid);[90] a versão ao vivo de "Love of My Life" usada no filme foi retirada do show no Rio de 1985 e rotulada como tal na trilha sonora oficial do filme.
- O filme retrata uma separação da banda quando Mercury segue carreira solo, mas na realidade eles nunca se separaram e sua apresentação no Live Aid não foi uma "reunião". O álbum de estreia solo de Mercury, Mr. Bad Guy, lançado em abril de 1985,[93] não foi o primeiro projeto solo de um membro do Queen. Antes disso, Taylor havia lançado o single "(I Wanna) Testify" em agosto de 1977 e os álbuns Fun in Space e Strange Frontier em abril de 1981 e junho de 1984, respectivamente. May lançou o EP Star Fleet Project em outubro de 1983.
- O Queen não começou a compartilhar os créditos de composição em 1985, antes do Live Aid. O álbum de 1986, A Kind of Magic, ainda tinha créditos individuais de composição. Os únicos álbuns do Queen que dão crédito à banda como um todo são os dois últimos: The Miracle (1989) e Innuendo (1991).
- A banda não estava tão apreensiva em se apresentar no Live Aid e não foi uma adição de última hora. Eles completaram uma turnê mundial de divulgação do álbum The Works dois meses antes do Live Aid. Eles estavam "extremamente bem ensaiados" para o show e não precisaram voltar à forma como banda.[10]
- O grupo cantou "Crazy Little Thing Called Love" e "We Will Rock You" no Live Aid, depois de "Hammer to Fall" e antes de "We Are the Champions", mas isso não é mostrado fielmente no filme. "Radio Ga Ga" e "Hammer to Fall" também foram mais curtos no filme do que no show real.[a]
- Em uma cena que não apareceu no filme, mas foi brevemente mostrada num trailer, Gwilym Lee como May e Joseph Mazzello como Deacon são vistos tocando suas guitarras com um arco, o que o próprio May afirma nunca ter feito.[91]

### Sobre a vida pessoal de Mercury
- A história de fundo da família de Mercury não foi tão dramática quanto retratada no filme. A família não foi forçada a fugir da sua cidade natal, Zanzibar, mas teve uma janela de mudança de seis meses para Middlesex.[90] O filme também sugere que Mercury foi enviado para um internato por causa de seu comportamento e retrata sua indiferença à sua origem parsi e a decisão de mudar seu nome como uma fonte de tensão com sua família. A mãe de Mercury, Jer, afirmou em uma entrevista de 2012 ao jornal The Daily Telegraph que Mercury foi enviado para um internato na Índia na esperança de uma educação melhor; Mercury "manteve uma divisão estrita entre seu trabalho e sua casa durante toda a sua vida", e ao longo de sua educação e idade adulta foi conhecido por ser respeitoso com sua família. May também afirmou que os pais de Mercury apoiavam a banda e compareceriam aos shows do Queen se eles estivessem se apresentando nas proximidades. Tanto Jer quanto a irmã de Mercury, Kashmira, também afirmaram que, embora Mercury não fosse devotamente religioso e preferisse não divulgar suas crenças à mídia, ele tinha orgulho de sua ascendência em particular. Embora não seja mostrado no filme, o funeral de Mercury foi conduzido de acordo com os costumes zoroastristas.[94][95][96]
- De acordo com a Vanity Fair, o filme deixa de fora muitos detalhes sobre o relacionamento de Mercury com Austin e Hutton, "ajustando e encobrindo fatos preciosos".[97]
- Mercury não conheceu Austin na mesma noite em que se juntou à banda. Austin namorou May brevemente, mas não conhecia Mercury até que ele já fosse membro da banda.[10]
- Hutton não era servidor de uma das festas de Mercury; ele era cabeleireiro do Savoy Hotel e conheceu Mercury em uma boate.[10] Eles se conheceram em 1983 e não em 1981, como retratado no filme.[91]
- O tratamento dado pelo filme ao diagnóstico de HIV de Mercury recebeu críticas específicas,[98][99] com Jasper Rees descrevendo-o no The Spectator como "o rearranjo mais insensível dos fatos".[100] Mercury foi diagnosticado com AIDS em 1987, dois anos após o Live Aid. Taylor declarou que os outros membros da banda não foram informados de sua condição até o início de 1989.[101]
- A representação de Paul Prenter também gerou algum debate. Tanto May quanto Taylor disseram que a parceria de Prenter com Mercury foi uma fonte de atrito dentro do Queen. Em seu livro Queen 3-D, May escreveu: "Ele [Prenter] foi certamente responsável por conduzir Freddie por um caminho diferente e seria justo dizer que nos separamos em termos que não foram nada bons". Taylor disse no documentário do Queen, Days of our Lives, que "[Prenter] foi uma influência muito, muito ruim para Freddie e, portanto, para a banda".[88] No entanto, a família de Prenter disse que ele e Mercury nunca tiveram um relacionamento, que ele não foi rejeitado pela família por causa de sua sexualidade e que ele não escondeu detalhes sobre o Live Aid de Mercury.[102] Na vida real, Prenter não trabalhava para Reid; ele era um ex-DJ de rádio que começou a trabalhar com Mercury em 1977, dois anos após o lançamento de A Night at the Opera.[103] Ele também não revelou detalhes da vida sexual de Mercury em um talk show alemão (como mostrado no filme), mas sim em uma entrevista de 1987 para o jornal The Sun, depois que ele saiu da banda.[104] De acordo com o livro de Mark Blake, Is This the Real Life?, o roadie do Queen, Peter Hince, afirmou que Prenter foi demitido por dar uma festa na casa de Mercury sem permissão.[88]